# Primavera (Munch)
Primavera (en noruego: Vår) es una pintura del pintor noruego Edvard Munch que se exhibió por primera vez en 1889. Retoma el motivo de La niña enferma, sobre el que había trabajado Munch en los años 1885/86, y muestra a una niña enferma recostada sobre una almohada y a una mujer a su lado. El estado de ánimo es más optimista que en la anterior composición, también debido a la entrada de luz primaveral. El estilo naturalista e impresionista se ve a menudo como una reacción al escándalo que Munch había desencadenado con La niña enferma, más toscamente trabajado, y la pintura de gran formato se considera una regresión al estilo académico.

## Descripción
En el centro de una habitación hay una niña sentada. Ha vuelto la cabeza, que está colocada sobre una almohada blanca, lejos de la luz directa del día. Su figura está enmarcada por un armario marrón al fondo. Junto a la niña hay una mujer que probablemente sea su madre. Su tez sana contrasta notablemente con el rostro muy pálido de la niña. Mientras la mujer teje, la niña observa sosteniendo en el regazo un pañuelo con rastros rojos, de esputos de sangre, uno de los principales síntomas de tuberculosis avanzada. En la esquina inferior izquierda hay una mesa redonda cubierta con un mantel. Encima hay una jarra de vidrio y un frasco de medicamento como accesorios que acompañan a la enfermedad. Forman un contrapunto con las plantas en macetas en el alféizar de la ventana con su vivo verdor, inmersas en la brillante luz del día que entra por la ventana abierta. Las cortinas blancas y traslúcidas se hinchan con la brisa primaveral. Mientras que la mitad izquierda de la escena está determinada por tonos grises y marrones en la penumbra los tonos blancos, amarillos y verdes de la mitad derecha son brillantes e inundados de luz.

## Antecedentes
Edvard Munch tuvo experiencias con la enfermedad y la muerte desde muy temprano. A la edad de 33 años, la madre de Munch murió de tuberculosis en 1868 cuando él tenía solo cinco años. En 1877, la hermana mayor de Munch, Sophie, murió de la misma enfermedad con 15 años. Su padre murió doce años después. Cuando era niño, Munch era débil y, a menudo, estaba enfermo; su infancia y juventud se vieron ensombrecidas por el miedo constante a la muerte. Más tarde escribió: “En la casa de mis padres vivía la enfermedad y la muerte. Probablemente nunca superé la desgracia de allí. También fue decisivo para mi arte". “En ese sillón en el que está acostada la niña enferma de la imagen, los miembros de su familia se habrían sentado invierno tras invierno y añorando el sol, hasta que la muerte se los llevó. . . " 

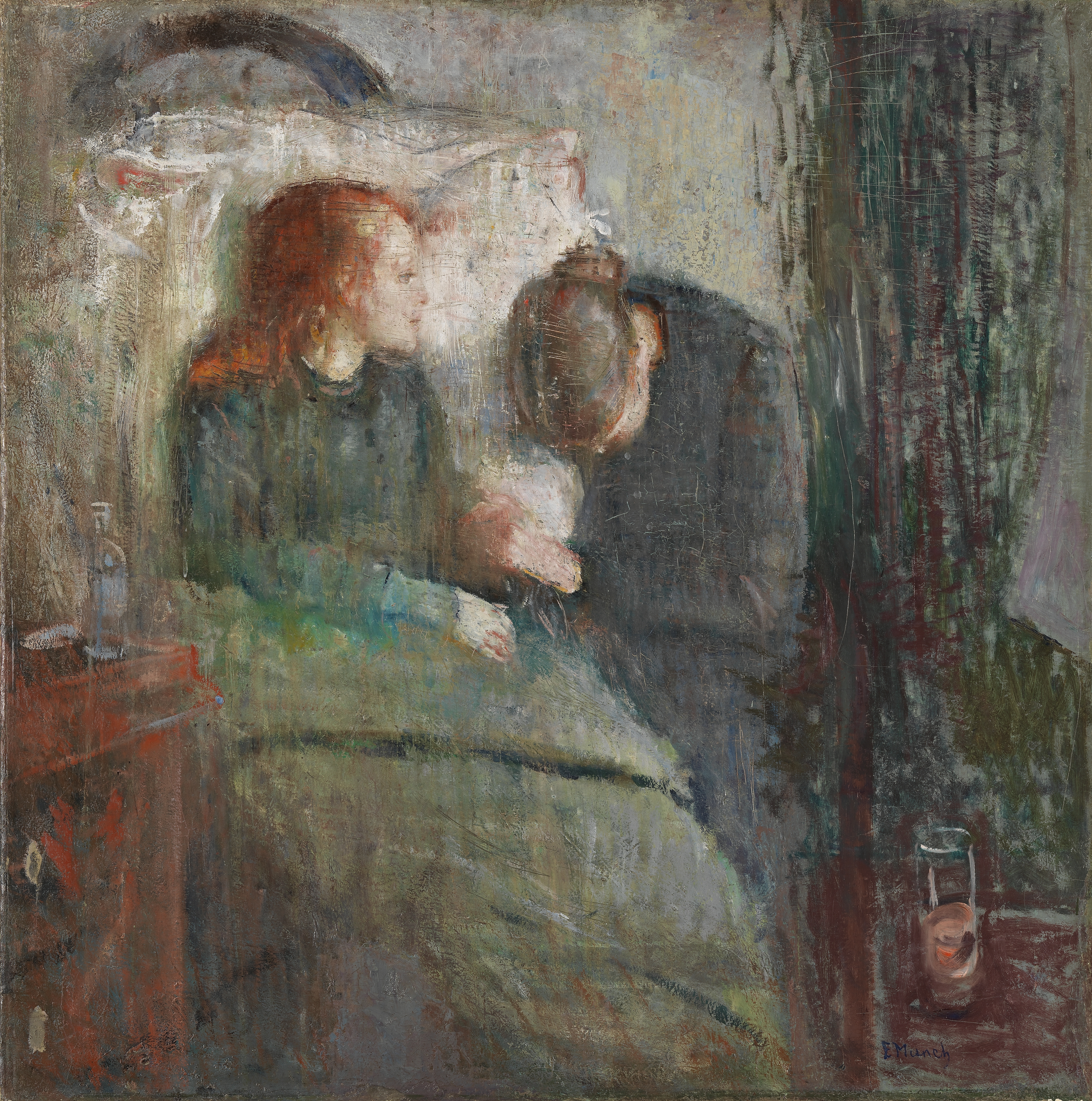
La niña enferma (1885/86), óleo sobre lienzo, 119,5 × 118,5, Galería Nacional de Oslo.
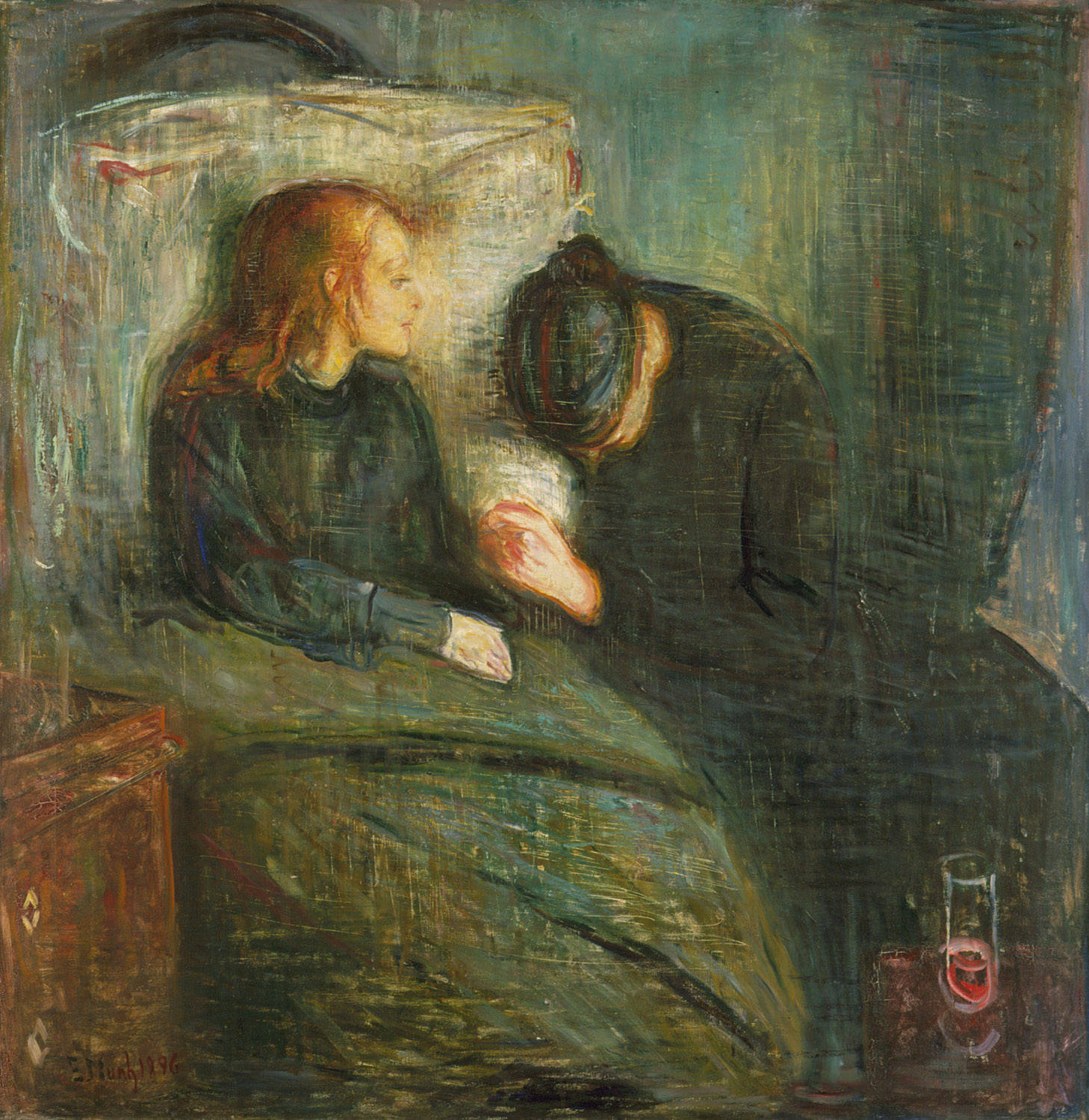
La niña enferma (1896), óleo sobre lienzo, 121,5 × 118,5, Museo de Arte de Gotemburgo.
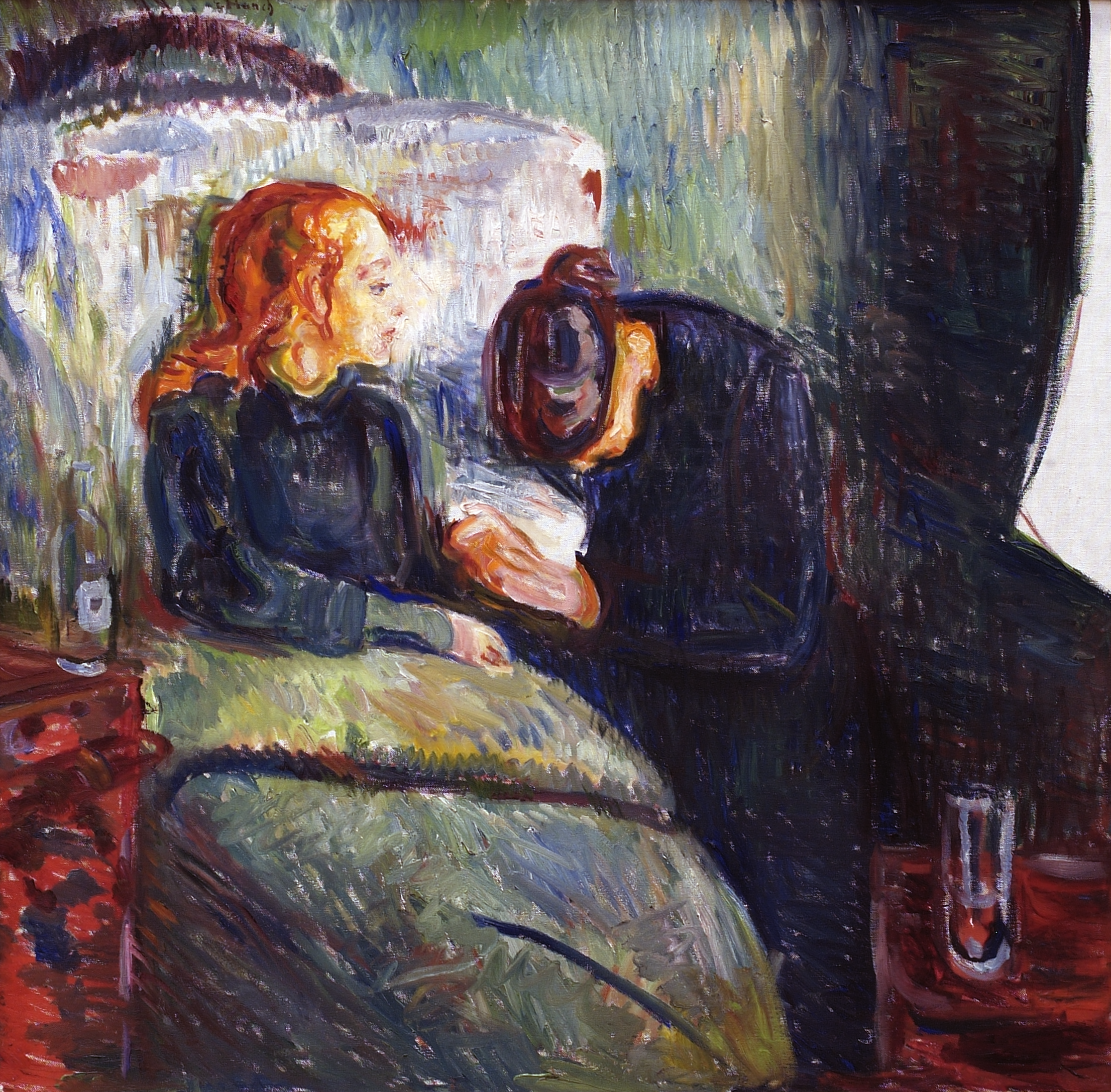
La niña enferma (1907), óleo sobre lienzo, 118 × 120, Thielska galleriet, Estocolmo.
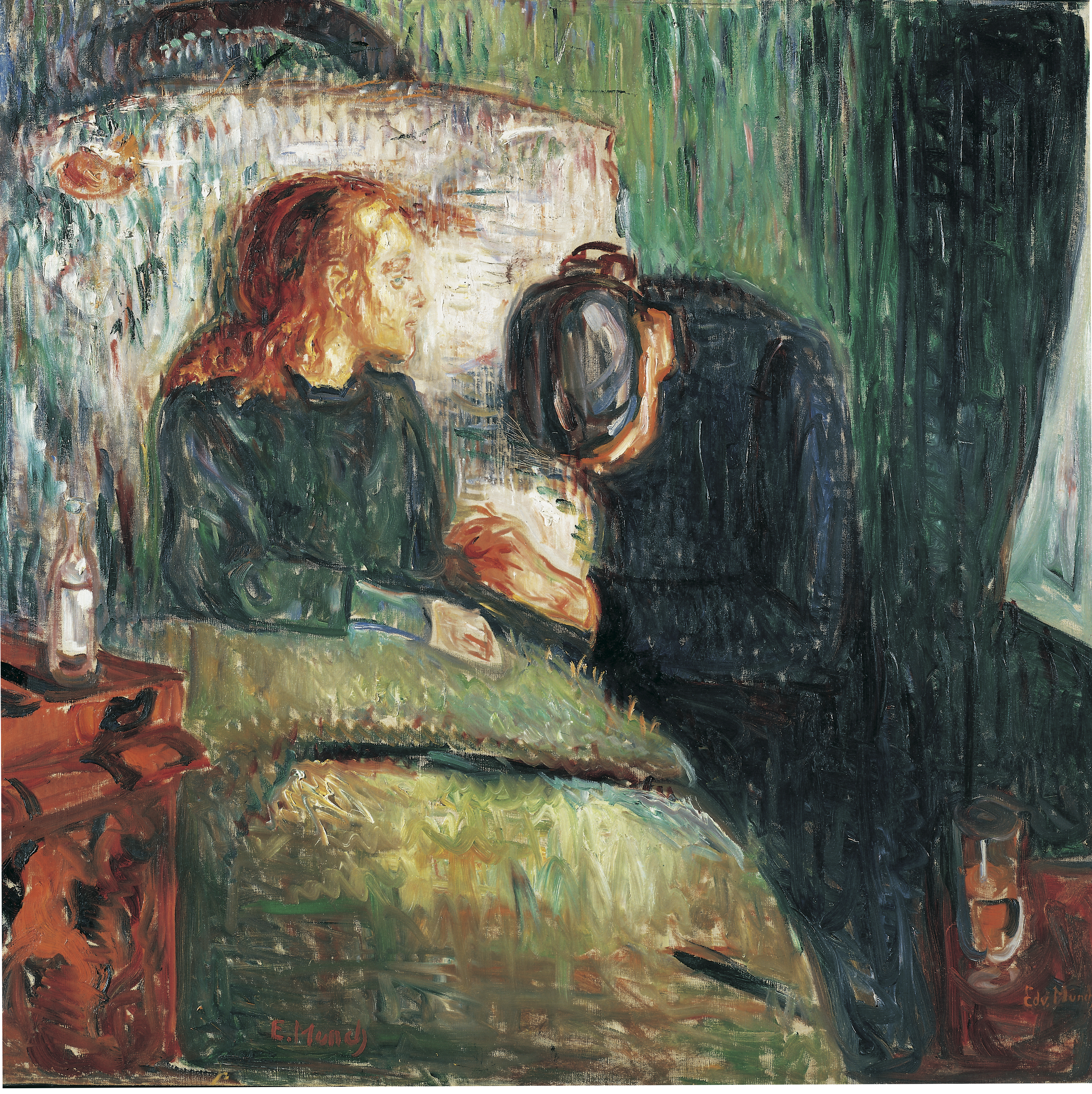
La niña enferma (1907), óleo sobre lienzo, 118,5 × 121, Tate Gallery de Londres
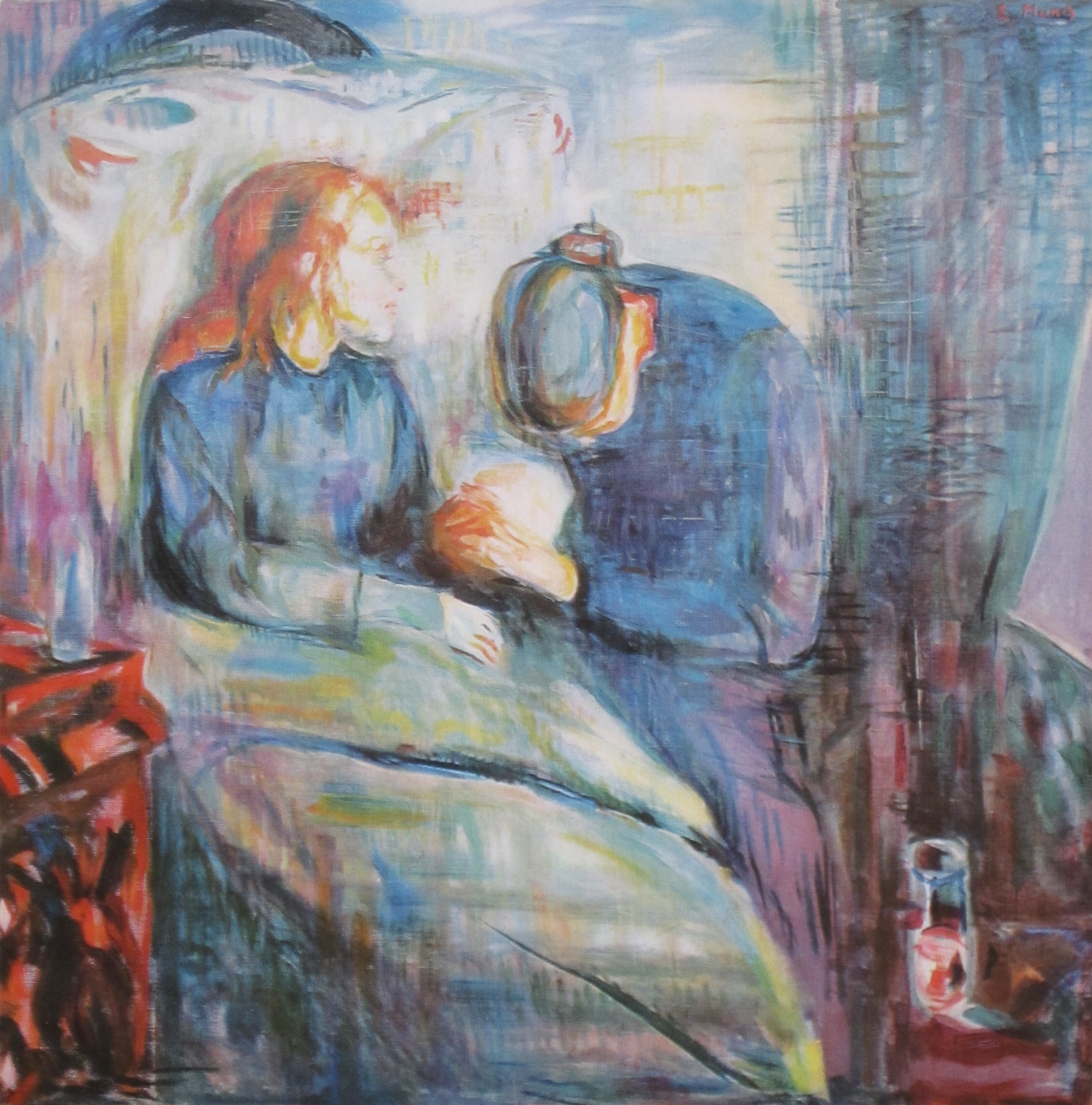
La niña enferma (antes de 1925), óleo sobre lienzo, 117 × 116, Museo Munch de Oslo.

El primer procesamiento artístico de Munch de la muerte de su hermana Sophie y su propio miedo a la muerte fue el motivo La niña enferma, con el que el artista luchó durante aproximadamente un año hasta su finalización en 1885/86, y que repintó a intervalos regulares a partir de entonces. La aparición de Primavera coincidió con la recuperación del artista de una grave enfermedad a principios de 1889. Por lo tanto, según Ulrich Bischoff, esta imagen también se puede ver en el contexto de la recuperación de la propia fuerza.

## Interpretación

### Motivo de muerte o rayo de esperanza
La niña enferma generalmente se interpreta no solo como una escena de enfermedad, sino como representación de una muerte inminente. Uwe M. Schneede ve una forma de trascendencia en el rostro pálido de la niña, “la extraña apariencia que ya no es humana”. En Primavera, sin embargo, Munch quiso demostrar "una partida más feliz". El factor decisivo aquí es la función de la ventana: la escena en la primera versión es cerrada y oscura, sin que entre luz. En la segunda imagen, la perspectiva promete esperanza de vida. Josef Paul Hodin describe cómo la niña se aleja de la cálida luz del sol como si no pudiera soportarla. Sin embargo, las ondulantes cortinas le recuerdan a las velas, "las velas de la esperanza y los sueños de la vida y la belleza". Ulrich Bischoff también lo ve como un signo del “poder vivificante del aire fresco que penetra en la oscuridad de la habitación del enfermo.“  Arne Eggum, por otro lado, también reconoce “un motivo de muerte monumental y naturalista" en Primavera, refiriéndose a la sangre roja brillante en el pañuelo.

### Naturalismo e impresionismo
Otra interpretación de la teoría del arte proviene de Ulrich Bischoff: en el contexto de que Munch quería abordar el mundo del arte académico con este trabajo, también puede entenderse como una yuxtaposición de dos movimientos artísticos: el naturalismo determinado por la fidelidad a la realidad y la atención al detalle a la izquierda, que Munch ha contrastado con el impresionismo vivo a la derecha con sus colores claros y luminosos, determinados por la pintura al aire libre. Para Arne Eggum, la imagen es tanto la suma de los experimentos de Munch con el naturalismo de sus predecesores noruegos en torno a Christian Krohg como la suma de sus experimentos con el impresionismo tal como él lo entendía. J.P. Hodin, por otro lado, todavía ve la escena completa atrapada en un naturalismo lírico con sus detalles meticulosamente precisos. Muestra a Munch en el apogeo de su habilidad naturalista, que, sin embargo, en su carrera equivale a una regresión después de haber avanzado hacia el expresionismo con La niña enferma.

## Historia pictórica

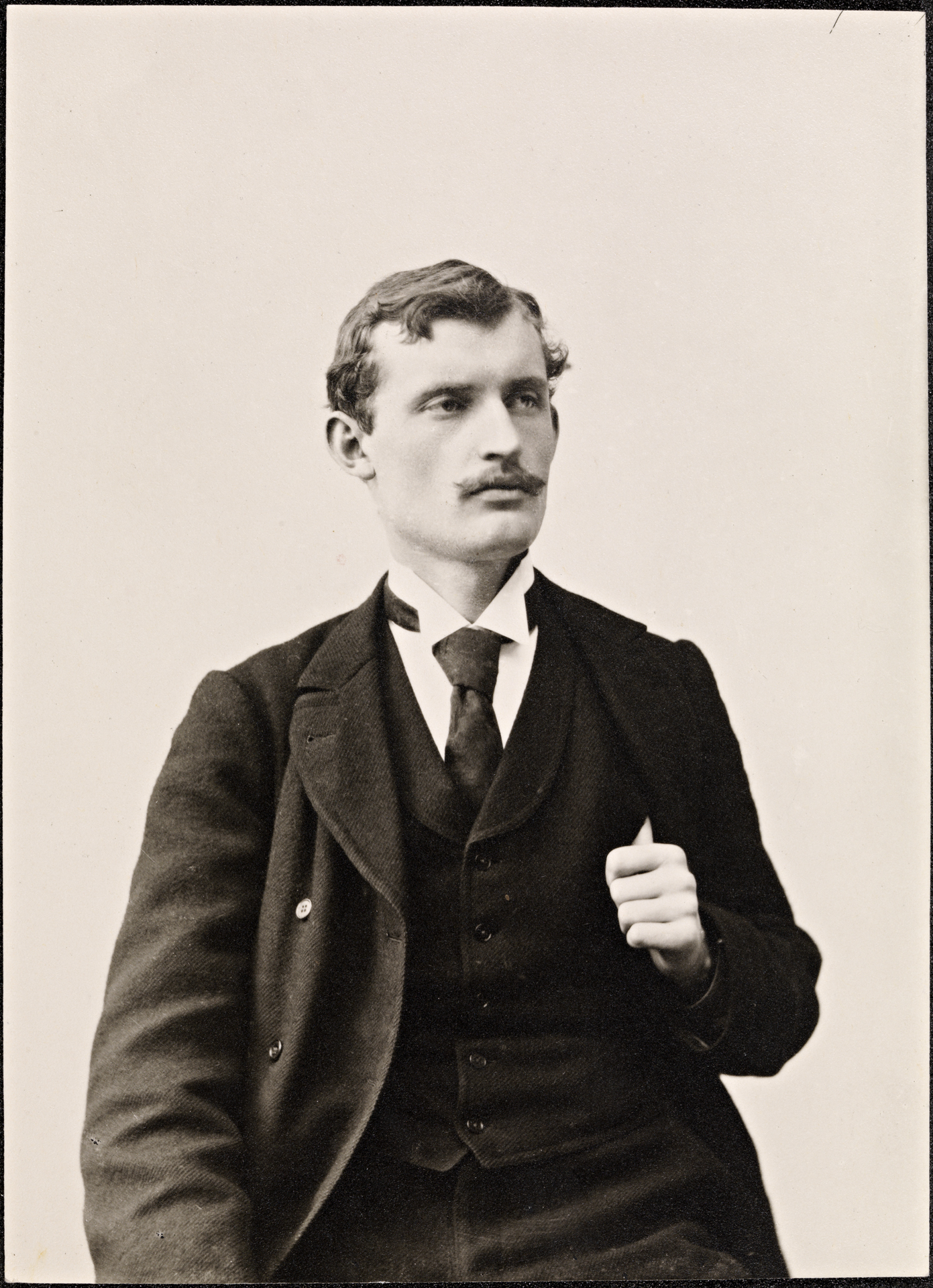
Edvard Munch, alrededor de 1889.

Aunque Primavera suele ser remontada por los expertos principalmente al año 1889, por ejemplo en 2008 en el catálogo razonado de Gerd Woll, los propios escritos de Munch indican el año 1887. Según Arne Eggum, esto también estaría más en línea con el desarrollo pictórico de Munch. Describió los profundos cambios en su estilo en retrospectiva: “Con la Primavera, la niña enferma y la madre en la ventana abierta con el sol entrando, me despedí del impresionismo y el realismo. - Abrí nuevos caminos con La niña enferma - fue un gran avance en mi arte - la mayor parte de lo que hice más tarde tiene su origen en esta imagen“. Eggum también ve este adiós como una despedida del arte agradable que podría haberle traído éxito en los salones de arte, y el comienzo de la nueva imagen de Munch de sí mismo como un artista experimental que quería y tenía que encontrar su propio camino.
Un análisis de rayos X ha revelado que la composición era originalmente mucho más cercana a La niña enferma. Como en ella, el espectador miraba directamente a la niña enferma presentada de frente. Figuras adicionales se agrupaban en torno a la combinación madre-hija, incluida en particular una figura masculina que tenía los rasgos de Christian Munch, el padre del artista. Para Arne Eggum, esto también sugiere que La niña enferma podría haber sido una etapa preliminar a la Primavera, que pronto se desarrollaría aún más.
La obra se ve principalmente como la reacción de Munch al vehemente rechazo de la presentación de La niña enferma en la exposición de otoño en Cristianía, la actual Oslo, en 1886. Según Arne Eggum, el "efecto impactante" de la pintura fue "único en la historia del arte noruego". Munch, sobre quien la crítica drásticamente formulada tuvo efecto, intentó con algunos de sus siguientes cuadros subordinarse a las convenciones artísticas contemporáneas. Reinhold Heller, por ejemplo, ve Primavera de gran formato y estilísticamente más convencional principalmente como "una pieza académica en forma y color", y para Uwe M. Schneede, Munch quería que la imagen mostrara todas esas “habilidades académicas” que se le habían comentado faltaban en el caso de La niña enferma.
Munch presentó la obra por primera vez en una retrospectiva de 110 obras, que expuso en abril y mayo de 1889 en las salas de la asociación de estudiantes de CristianÍa. La crítica no estaba muy satisfecha con la apariencia segura de sí misma. Un crítico escribió: “Un artista joven e inmaduro tiene que ser muy descarado y carecer de modestia para aparecer en público de esta forma [...] especialmente si obviamente aún no ha completado su formación.“ Reinhold Heller confirmó este juicio a la vista del estilo inconsistente de las obras expuestas y la evidente búsqueda del joven pintor de su propio estilo. Sin embargo, la exposición fue un éxito: Munch recibió una subvención estatal de dos años para artistas y se le recomendó para participar en la Exposición Universal de París en 1889.